# Fanny Price
Vous lisez un « article de qualité » labellisé en 2011.
Pour les articles homonymes, voir Price.
Fanny Price est un personnage créé par la femme de lettres britannique Jane Austen. Figure centrale du roman Mansfield Park, publié en 1814, elle est un personnage paradoxal qui ne présente que peu des traits de caractère qu'on attend en général d'une héroïne de roman et que possèdent, à divers degrés, les figures de femmes créées auparavant par Jane Austen : de l'esprit, de l'audace, de l'énergie. Au contraire, elle est frêle, timide, silencieuse, vulnérable, ce qui ne l'empêche pas de montrer, sous sa douceur et sa docilité, de la détermination et un constant refus des compromissions. Issue d'une famille pauvre et élevée par de riches parents qui lui font parfois inconsciemment sentir qu'ils l'ont accueillie par charité, elle se montre reconnaissante de toute marque d'affection à son égard. Persuadée de sa propre insignifiance, elle accepte sa situation subalterne sans se révolter, même si elle en souffre, et se contraint à l'humilité. Elle triomphe finalement des épreuves sans vraiment agir et sans jamais faire de faux pas.
Sa passivité et sa parfaite moralité en font, à première vue, une piètre héroïne peu propre à séduire les lecteurs, voire un personnage impopulaire et controversé. Certains critiques se demandent d'ailleurs pourquoi Jane Austen a jugé bon de mettre au centre de son roman une héroïne aussi terne, alors que Mansfield Park est généralement considéré comme son œuvre la plus profonde et la plus aboutie. Mais, dans un monde en plein bouleversement, à l'aube de la révolution industrielle qui va profondément transformer la société britannique, Fanny Price, en sauvant Mansfield Park de la déliquescence et de la ruine morale, symbolise la tranquille résistance des vieilles valeurs stoïques de l'Angleterre rurale.

## Genèse du personnage
Fanny Price fait partie des héroïnes représentant un idéal féminin de vertus domestiques. Elle a la réserve, la piété et la « délicate pudeur » de Lucilla, la fille des vertueux Stanley, qu'Hannah More décrit en 1808 dans Coelebs in Search of a Wife. Son histoire reprend des éléments de celle de Harriet Byron, le personnage féminin de The History of Sir Charles Grandison, ce roman de Samuel Richardson que Jane Austen aimait et connaissait pratiquement par cœur : adoptée dans une riche famille, poursuivie par les assiduités d'un personnage (Sir Hargrave Pollexfen) qu'elle juge amoral, amoureuse de Charles Grandison, qui a promis le mariage à une autre (une Italienne catholique qui finalement refusera d'épouser un anglican), avant de revenir vers elle.
Jane Austen lui a donné le nom de la « charmante et chaste » Fanny Price dont parle George Crabbe à la fin de Marriages, 2e partie de The Parish Register (Le Registre paroissial), un long poème de 1807. Elle résiste aux tentatives de séduction d'un libertin beau parleur, Sir Edward Archer, qui l'invite à une vie de luxe et de volupté : 
| Sir Edward Archer is an amorous knight, And maidens chaste and lovely shun his sight; His bailiff’s daughter suited much his taste, For Fanny Price was lovely and was chaste; […] To this the Damsel, meekly firm, replied: “My mother loved, was married, toil’d, and died; With joys she’d griefs, had troubles in her course, But not one grief was pointed by remorse: My mind is fix’d, to Heaven I resign, And be her love, her life, her comforts mine.” | Sir Edward Archer est un chevalier porté à l'amour, Et les jeunes filles chastes et aimables évitent sa vue ; Il trouvait très à son goût la fille de son bailli, Car Fanny Price était aimable et était chaste ; […] À [son discours], la Damoiselle, modeste et ferme, répondit : « Ma mère aima, se maria, peina et mourut ; Elle eut joies et chagrins, des soucis dans sa vie, Mais pas un seul chagrin n'eut le remords pour cause : Je suis déterminée, je m'abandonne au Ciel, Et que soient miens son amour, sa vie, son bien-être. » |

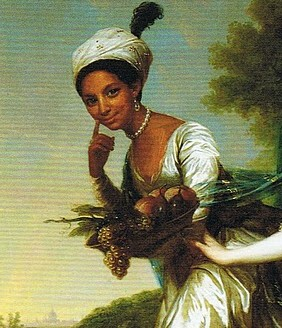
Dido Elizabeth Belle, dont la place dans la famille de Lord Mansfield rappelle celle de Fanny Price chez les Bertram.

Fanny préfigure les héroïnes vertueuses et souffrant en silence de l'époque victorienne, ces jeunes femmes dociles, effacées, dévalorisées à leurs propres yeux, comme la lumineuse Agnes Wickfield de David Copperfield, et Esther Summerson, la narratrice secondaire de Bleak House (deux romans de Dickens), la malheureuse et stoïque Sonia Rostov de Guerre et Paix, ou encore l'épouse idéale, dévouée et pleine d'abnégation du poème de Coventry Patmore, L'Ange de la maison. Mais elle n'a pratiquement aucun lien de parenté avec les autres héroïnes austeniennes, à part, peut-être, la discrète Anne Elliot ; et, contrairement à d'autres de ses créatures de papier, Jane Austen n'a laissé aucun renseignement particulier, aucun commentaire, sur Fanny Price, ni dans la correspondance qui nous est parvenue, ni dans ses confidences à ses proches.
Cependant, pour Christine Kenyon Jones, la situation de Fanny Price, élevée par charité par son oncle Bertram, rappelle étrangement celle de la mulâtresse Dido Elizabeth Belle (1761-1804), fille naturelle de John Lindsay, un neveu de Lord Mansfield, élevée à Kenwood House (Hampstead) par son grand-oncle en même temps que Lady Elizabeth Murray (1760-1825), la fille de son héritier, son neveu David Murray, le septième vicomte Stormont. Comme Fanny, Dido occupait une position ambiguë, entièrement dépendante de la bonne volonté et de l'affection des autres membres de la famille. Jane Austen eut l'occasion de rencontrer Lady Elizabeth, Lady Finch-Hatton après son mariage, si on en croit sa correspondance entre 1805 et 1813, à l'époque où elle habitait dans le Kent, où vivait aussi Edward Knight, le frère de Jane. La célébration du bicentenaire de l'abolition de la traite en 2007 a remis en lumière la personne de Dido Belle et sa situation particulière.

## Portrait

### Éléments biographiques
Pour un article plus général, voir Mansfield Park.
Fanny Price est l'aînée des filles de la famille Price (sa mère, Frances, la plus jeune des trois demoiselles Ward, a épousé sur un coup de tête un lieutenant d'infanterie de marine sans le sou qui lui a fait dix enfants). Lorsqu'elle a dix ans, elle quitte Portsmouth et vient vivre dans le Northamptonshire, à Mansfield Park, chez le riche Sir Thomas Bertram (qui a épousé la jolie Maria Ward), à la suggestion de Mrs Norris, l'aînée de ses tantes maternelles, perdant tout contact avec sa famille.

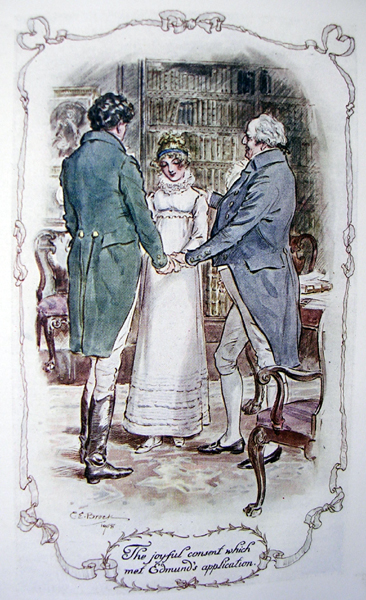
Sir Thomas approuve finalement le mariage de Fanny et Edmund.

Timide, sensible et de santé fragile, elle souffre de cette séparation brutale ; son frère William, son aîné d'un an et son confident, lui manque tout particulièrement, dans cet entourage moqueur, indifférent ou hostile. Sir Thomas la terrifie, Mrs Norris la prend en grippe, son cousin Tom l'ignore et ses cousines Maria et Julia, un peu plus âgées, regardent de haut cette gamine chétive, pauvre et ignorante. Heureusement, Edmund, seize ans, qui se destine à l'état ecclésiastique, le seul à ne pas être égoïste, la prend sous sa protection. Il commence par lui montrer de la gentillesse en la voyant pleurer peu après son arrivée, et il devient rapidement pour la petite fille solitaire un grand frère aussi aimé que William.
Reconnaissante, dévouée, habituée à se sacrifier, elle sert de dame de compagnie à sa placide tante Lady Bertram, qui apprécie sa patience et sa disponibilité, et supporte avec une certaine résignation l'acrimonieuse et injuste Mrs Norris. Sa position ambiguë dans la famille fait d'elle, dans la première moitié du roman, une observatrice effacée et silencieuse, au cœur aimant rempli de gratitude. À dix-huit ans, ses cousines parties, elle devient la jeune fille de la maison, mais Sir Thomas prend très mal son refus d'épouser Henry Crawford, le libertin qui, après avoir en vain tenté de la séduire, est tombé amoureux d'elle, et elle souffre de se faire traiter d'ingrate et de sans cœur.
Son oncle la renvoie pour deux mois à Portsmouth, espérant la faire plier. Elle est contente de revoir les siens, mais souffre effectivement du manque de confort, de l'indifférence et du laisser-aller de la maison familiale, trouvant cependant affection et compréhension chez sa sœur de 14 ans, Susan.
Ce n'est qu'après le scandale causé par l'adultère de Maria et la fuite de Julia qu'elle est rappelée à Mansfield, traitée maintenant par Sir Thomas comme « la fille selon son cœur », l'héritière spirituelle des valeurs de Mansfield.
L'affection fraternelle qu'elle éprouve depuis qu'elle le connaît pour son cousin Edmund se transformant en un sentiment plus tendre au fur et à mesure qu'elle grandit, elle le cache soigneusement, bien consciente que sa position sociale lui interdit d'envisager de l'épouser. Il s'est d'ailleurs entiché de Mary Crawford, et continue à la considérer comme sa sœur et sa confidente encore un certain temps après sa rupture avec Mary. Ce n'est qu'après qu'il se fut déclaré lui-même « qu'elle lui avoua toute la délicieuse et étonnante vérité » (« tell him the whole delightful and astonishing truth »).
Le roman se clôt sur la vision quasi idyllique du bonheur des deux cousins, revenant habiter le confortable presbytère de Mansfield libéré par la mort de son titulaire, alors qu'ils étaient « mariés depuis assez longtemps pour souhaiter l'augmentation de leurs revenus » (c'est-à-dire que Fanny attend un « heureux événement »).

### Portrait physique

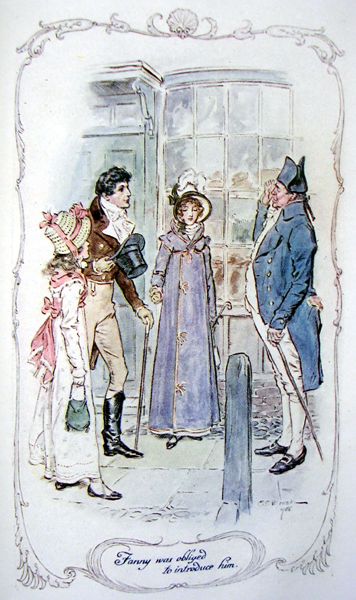
Henry Crawford accompagne Fanny et Susan dans la High Street de Portsmouth où ils rencontrent Mr Price.

Comme pour ses autres personnages, Jane Austen donne assez peu de renseignements physiques, mais on sait qu'à dix ans Fanny est petite pour son âge, et n'est pas particulièrement jolie ; elle a le teint terne et est facilement paralysée par la timidité, mais elle a une voix douce et s'exprime bien. Lorsque le lecteur découvre, à l'occasion du retour de Fanny à Portsmouth, la petite maison des Price, humide, mal entretenue, pleine de bruits et de confusion, il comprend vite que, fille aînée d'une famille nombreuse aux faibles revenus, avec un père « à l'instinct de nature indiscipliné », une mère geignarde et inefficace, fatiguée par des grossesses trop nombreuses et trop rapprochées, elle n'a pas bénéficié de bonnes conditions sanitaires et affectives dans son enfance. Face à ses cousins, grands, beaux et éclatants de santé, elle apparaît pâle, de santé fragile, vite fatiguée et obligée de prendre de l'exercice pour se renforcer.
Les allusions à sa santé fragile sont assez nombreuses, faites en général par Edmund, le seul qui ait l'air de s'en soucier, par exemple quand la mort du vieux poney gris la prive de ses sorties quotidiennes, ou à Sotherton, au cours de la promenade dans le parc. Elle a facilement mal à la tête, en particulier durant les journées d'été où, dépossédée de la jument de son cousin qu'elle monte habituellement (puisqu'il l'a prêtée à Mary Crawford), elle est abandonnée aux soins de son infatigable tante Norris. Cette fragilité physique est le corollaire et le symbole de l'infériorité sociale de Fanny. Elle se manifeste d'ailleurs essentiellement en réaction à une situation qui la perturbe, la bouscule dans ses habitudes ou la rappelle à sa condition inférieure. Certains critiques cependant l'assimilent à la chlorose, la « maladie verte » en anglais, ou morbus virgineus (« maladie des vierges ») déjà décrite par Johann Lange au XVIe siècle, une anémie due à un manque de fer, fréquente au XVIIIe et au XIXe siècle chez les jeunes filles de constitution fragile à la vie confinée, et qu'on imaginait, à l'époque, liée à la puberté tardive, l'aménorrhée, voire à une frustration sexuelle, comme le rappelle Akiko Takei.
Lorsque Fanny atteint dix-huit ans, le changement est radical et remarqué par son oncle à son retour des Antilles. Il trouve qu'elle est maintenant devenue jolie, comme le lui rapporte Edmund, qui ajoute : « Your complexion is so improved!—and you have gained so much countenance! » (« votre teint s'est tellement amélioré, vous avez acquis tant d'allure ! »). Henry Crawford aussi s'en est aperçu, qui évoque son « merveilleux embellissement », et la trouve maintenant « parfaitement ravissante », admirant la facilité à rougir de sa peau douce (signe d'innocence virginale et de pudeur) et déclarant avec feu : « her air, her manner, her tout ensemble, is so indescribably improved! She must be grown two inches, at least, since October » (« son allure, ses manières, toute sa personne, sont améliorées de façon si incroyable ! Elle a dû grandir de cinq centimètres au moins depuis octobre »). Comme le vilain petit canard du conte devenu cygne, Fanny est sortie de l'âge ingrat et s'est épanouie, jeune femme maintenant en pleine santé physique et morale.
Mais son état général se dégrade à nouveau devant la pression exercée sur elle pour qu'elle épouse Henry Crawford, puis au cours de ses trois mois d'exil à Portsmouth, où, en plus des mauvaises conditions d'hébergement, elle manque d'exercice et d'appétit, et se sent fatiguée au point d'être heureuse de s'appuyer sur le bras d'Henry Crawford pour une longue promenade dominicale, sa seule sortie de la semaine. Mais là encore, la fatigue physique, avec cette pâleur que remarque Henry, est la manifestation de l'épuisement moral et psychologique qu'elle subit dans cette maison bruyante et mal tenue où elle s'étiole. Le simple fait d'apprendre qu'Edmund vient la chercher « demain », qu'elle pourra « quitter Portsmouth demain » pour retourner à Mansfield Park est un puissant « cordial » qui la plonge dans une « joie exquise » et lui « embrase le cœur ».
Aucune autre précision sur son aspect physique n'est donnée, sinon, tout à la fin, quand Edmund se laisse enfin charmer par « tous ses sourires » et ses « doux yeux clairs ».

### Éléments de caractère

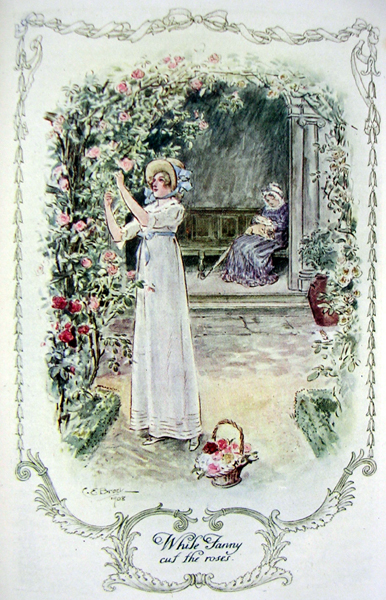
À la demande de sa tante Bertram, Fanny cueille les dernières roses, en pleine chaleur (C. E. Brock, 1908).

Dans son enfance, mal à l'aise dans la grande maison étrangère, parmi un entourage indifférent ou hostile, ce qui la tourmente le plus, c’est de se croire ingrate parce qu’elle ne peut arriver à se trouver heureuse chez des parents si charitables. Elle n'est ni égoïste ni hypocrite, quoi qu'en pense Mrs Norris, mais, affectueuse et désireuse de satisfaire tout le monde, elle se plie en silence aux exigences parfois contradictoires des uns et des autres, ce qui fait d'elle un personnage en apparence falot et inconsistant.
Elle a profité des leçons de Miss Lee, comme ses cousines, mais est traitée en parente pauvre qui doit rester à sa place par sa tante Norris qui passe son temps à l'humilier et à lui rappeler tout ce qu'elle doit à la générosité des Bertram. Rarement invitée à se joindre aux conversations et aux « festivités », elle est satisfaite de demeurer dans son coin, silencieuse et effacée. Repliée sur elle-même, elle n'ose s'exprimer en public, réservant ses réflexions, ses doléances ou ses critiques à Edmund, le seul qui a pris la mesure de ses qualités morales et intellectuelles. Malgré son bon sens clairvoyant et sa rectitude morale, qui l'aident à porter sur les gens et les situations un jugement sûr, elle-même est tellement persuadée de sa propre insignifiance et de son absence de mérites qu'elle a tendance à se dénigrer. Aussi la moindre marque d'attention la rend-elle heureuse et reconnaissante, comme l'intention de sa tante de lui envoyer sa propre femme de chambre l'aider à se préparer pour le bal, la voiture que Sir Thomas fait atteler pour la conduire au presbytère ou la flambée qu'il ordonne de faire dans la chambre de l'Est, quand il s'aperçoit qu'elle n'est jamais chauffée, alors même qu'elle l'a indisposé en refusant Henry Crawford.
Le seul endroit où elle se permet d'être elle-même est justement cette ancienne salle de classe, qu'on appelle la chambre de l'Est (East room) depuis que Maria l'a décidé ainsi. Cette petite pièce abandonnée lorsque ses cousines ont eu droit à leur appartement personnel, qu'elle a annexée et où elle a peu à peu imposé sa marque est devenue son « nid de réconfort ». Elle s'y retire pour réfléchir (en l'arpentant), lire, méditer. Sa sensibilité transparaît dans l'aménagement de ce refuge. Elle y entrepose ses pots de fleurs, les livres « qu'elle a commencé à collectionner depuis l'instant où elle a pu disposer d'un shilling », son écritoire, ses ouvrages de bienfaisance, les menus souvenirs de son enfance, les cadeaux de ses cousins, ce qui constitue à la fois les « archives de Mansfield Park » et son « kit personnel de survie » selon l'expression de Barbara Hardy. Parmi les dessins affichés au mur la narratrice signale une collection des portraits en silhouette de la famille, un dessin naïf du H.M.S Antwerp envoyé par William, et, sur une vitre, une reproduction en transparence de Tintern Abbey. L'ancienne salle de classe semble jouer pour elle le même rôle que les environs de Tintern Abbey pour Wordsworth : c'est un lieu de ressourcement, où « tout [est] un ami ou rappell[e] un ami », où même les souvenirs tristes, patinés par le temps, ont un charme mélancolique.
De tempérament solitaire et sensible, elle est une grande lectrice, qui apprécie particulièrement la poésie. Elle a lu William Cowper, un poète que Jane Austen aimait beaucoup, aussi peut-elle le citer lorsqu'elle entend dire que l'allée de vieux chênes à Sotherton risque d'être abattue, murmurant à Edmund un vers du long poème Le Sofa : « Vous, nobles allées déchues, une fois encore, je pleure votre destin immérité ». Elle a lu aussi Walter Scott, puisque, en visitant la chapelle de Sotherton, qu'elle n'imaginait pas aussi simplement et froidement fonctionnelle, elle évoque la description de Melrose Abbey sous la lune, dans le chant 2 du Lai du dernier ménestrel (1805), avec « les bannières claquant au vent de nuit des cieux ». Sur sa table, parmi d'autres livres (dont The Idler de Samuel Johnson), Edmund voit les Tales in Verse publiés en 1812 par George Crabbe, un autre poète que Jane Austen appréciait particulièrement.
Mais Fanny est elle-même, comme ses poètes favoris, sensible au lyrisme de la nature, que ce soit la beauté d'une nuit étoilée (surtout si Edmund, qui lui a appris à reconnaître les constellations, est à côté d'elle pour l'admirer), une promenade solitaire à cheval, à la fraîche un matin d'été, ou encore la mer à marée haute à Portsmouth, qui « dans[e] d'allégresse et se jet[te] contre les remparts avec un bruit merveilleux ».

## Ascension sociale et perfectionnement moral
Trois étapes marquent l'ascension sociale de Fanny : les années d'apprentissage (de 10 à 18 ans), l'entrée dans le monde au retour de Sir Thomas suivie de l'exil à Portsmouth qui sanctionne son refus de se plier aux désirs de son entourage, et le retour à Mansfield Park en fille de la maison reconnue comme véritable héritière des valeurs représentées par le domaine.

### Premières années

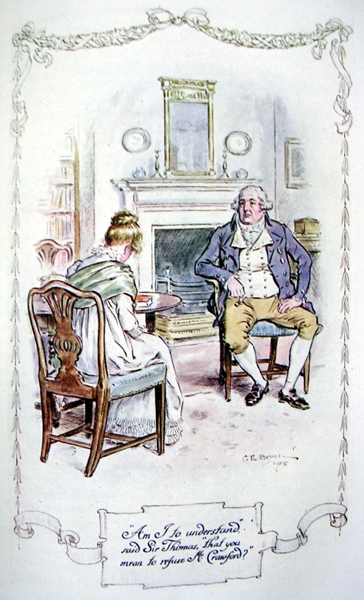
Il faut beaucoup de courage à Fanny pour affronter la colère de son oncle (C. E. Brock, 1908).

Les trois premiers chapitres relatant les six années de Fanny à Mansfield Park jusqu'au départ de Sir Thomas et de Tom pour Antigua relèvent du roman d'apprentissage.
Transplantée brutalement d'une famille nombreuse et pauvre de Portsmouth, où elle s'occupait avec tendresse de ses frères et sœurs plus jeunes, dans une demeure imposante et cossue où elle est traitée en parente pauvre par la famille et moquée par le petit personnel, Fanny est handicapée par sa timidité, son extrême sensibilité, sa fragilité physique, sa gaucherie, face à des cousins parfaitement à l'aise. Elle doit apprendre à s'apprivoiser au style de vie et aux habitants de Mansfield, dompter ses peurs, ravaler ses larmes, se faire sa place et surtout ne pas regretter la maison qu'elle a quittée. La gentillesse d'Edmund, qui prend la peine de l'écouter, puis de l'aider, lui prodiguant « conseils, consolations et encouragements », lui permet de se réconcilier progressivement avec sa nouvelle vie et de ne pas se sentir trop blessée par les humiliations fréquentes parfois involontaires.
Jusqu'au retour de Sir Thomas et même le mariage de Maria, le statut de Fanny reste ambigu. À 17 ans, elle ne participe à aucune des festivités organisées dans le voisinage auxquelles ses cousins sont invités, satisfaite de prendre auprès de sa tante Bertram la place de demoiselle de compagnie que tenait auparavant Miss Lee, la gouvernante : elle lui fait la lecture, démêle les écheveaux de son interminable tapisserie et entretient la conversation. Il faut qu'Edmund se dévoue pour qu'elle puisse reprendre les promenades à cheval que réclame sa santé, car il n'est pas question qu'elle ait une monture personnelle, comme ses cousines. Avec le leitmotiv « Fanny doit avoir un cheval », il trouve moyen de lui offrir la possession de fait d'une jument, cadeau dont elle mesure la valeur et qui crée en elle de puissants sentiments de respect et de gratitude, augmentant l'estime et la tendresse qu'elle porte déjà à son cousin.
La discrétion et le silence de Fanny rendent la citadine Mary Crawford perplexe lorsqu'elle fait sa connaissance : a-t-elle ou non fait son entrée dans le monde ? Question essentielle, à une époque où cela impliquait la mise sur le marché du mariage, comme le montrent les réflexions de Lady Catherine dans Orgueil et Préjugés. Mais Fanny, bien qu'elle participe à la vie sociale de Mansfield (« elle est grande, elle a l'âge et le bon sens d'une adulte » affirme Edmund), n'est pas totalement impliquée, elle reste à part, comme le montre la situation de la petite pièce non chauffée, cette East room tout au bout de la maison, où elle se retire souvent.

### Les étapes de la reconnaissance sociale
Le retour de Sir Thomas rend sa position plus claire. Edmund souligne le comportement irréprochable et la valeur morale de Fanny en évoquant avec son père ses réticences concernant la pièce de théâtre : « elle est la seule qui a discerné ce qu'il était juste de faire, la seule qui a été conséquente avec elle-même [...] Vous découvrirez que Fanny est tout ce que vous souhaitiez qu'elle soit ». Elle commence à apparaître comme la conscience morale du monde qu'elle habite, mieux placée, par sa position en retrait, pour en voir l'évolution que ceux qui s'y agitent. Les filles Bertram parties, elle prend une place plus importante dans le groupe familial et Sir Thomas la traite maintenant comme l'une d'elles : elle est devenue jolie, elle est bien élevée et modeste, elle lui fait honneur.
Aussi faut-il vraiment beaucoup de courage à Fanny pour résister à la déception et la colère de son oncle lorsqu'il comprend qu'elle refuse Crawford. Elle est aussi blessée de savoir qu'il la considère comme une « égoïste » et une « ingrate » sans cœur qui refuse de faire son devoir, alors qu'elle déborde de gratitude à son égard, parce qu'il a évité d'en parler à Mrs Norris et ordonné de chauffer la chambre de l'Est. Certes, il souhaite cette union pour les mêmes considérations mercenaires qui l'ont incité à laisser Maria épouser le riche et sot Rushworth, mais Henry lui apparaît comme un parti plus qu'honorable, puisqu'il lui aurait volontiers donné Julia. Et même Edmund, qui considère Henry comme un ami, cherche à la persuader, inconscient de sa souffrance morale et des efforts épuisants que lui demande sa résistance passive.
Son exil à Portsmouth, outre qu'il lui fait comprendre combien elle est maintenant « accordée » à Mansfield Park, permet de mettre en évidence sa vocation fondamentale. La « tâche » de Fanny, pour reprendre le titre du poème de Cowper, est de créer un foyer paisible et harmonieux autour d'elle, comme elle tente de le faire timidement à Portsmouth pour sa sœur Susan, en transformant leur chambre commune, où elles se réfugient pour coudre et lire, en une pâle imitation de sa chambre de l'Est. Comme elle le fait en revenant à Mansfield, pôle de stabilité rassurante au milieu des habitants troublés et incertains : Lady Bertram, « qui se jette à son cou » de soulagement, Sir Thomas, effondré devant l'échec de l'éducation de ses filles, Edmund, ravagé par la découverte de l'amoralité de Mary, tous comptent sur elle pour retrouver la sérénité. Fanny est celle qui aide les autres à recouvrer la santé morale : elle s'occupe de Lady Bertram, console son oncle, écoute Edmund, pour qui « l'amitié de Fanny était la seule chose à quoi il pouvait se raccrocher » (Fanny’s friendship was all that he had to cling to). Il n'y a que Mrs Norris pour l'accuser, avant de quitter Mansfield Park, d'être « le mauvais génie de la pièce » (« the dæmon of the piece »). En fait la tante Norris n'a pas tort, elle est bien le dæmon de Mansfield Park, mais un bon génie, celui qui redonne confiance et espoir.

## Fanny Price et Mary Crawford

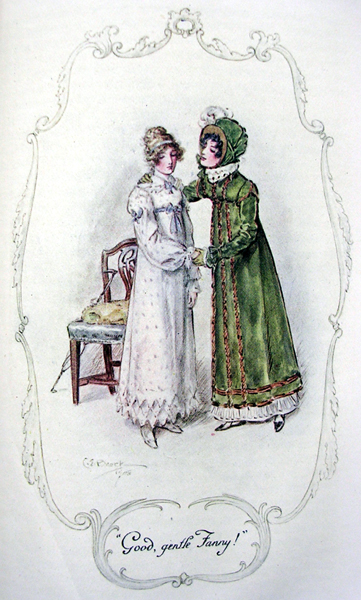
Mary vient faire ses adieux à Fanny

Dans la plupart de ses romans, Jane Austen présente des personnages de tempéraments opposés mais complémentaires, l'un vif et l'autre calme. Dans Raison et Sentiments et dans Orgueil et Préjugés, les couples féminins sont des sœurs très proches : la raisonnable Elinor et la romanesque Marianne, la douce Jane et l'impétueuse Elizabeth, sans rivalité aucune entre elles. Dans Mansfield Park, l'opposition se fait entre Fanny Price et Mary Crawford, rivales de fait dans le cœur d'Edmund Bertram, puisqu'elles sont les « deux plus chers objets qu'[il a] sur terre ».
Bien que Fanny soit la protagoniste principale, c'est Mary Crawford, mélange d'Elizabeth Bennet et de Marianne Dashwood, le personnage féminin le plus séduisant, le plus semblable à l'auteur, avec sa vivacité d'esprit, son don de repartie, son plaisir de jouer d'un instrument,. Il n'est donc pas étonnant qu'Edmund éprouve une « admiration extatique pour toutes ses nombreuses qualités », qu'il induit naïvement de « ses manières courtoises et [de] la légèreté de sa démarche gracieuse » (« in an ecstasy of admiration of all her many virtues, from her obliging manners down to her light and graceful tread »), et qu'il doive apprendre à aimer la véritable héroïne. Dans ce roman, en effet, à la différence des deux précédents, ce ne sont pas les personnages féminins qui évoluent et s'améliorent, mais les personnages masculins ; les trois Bertram : Edmund, Tom et Sir Thomas, et dans une moindre mesure Henry Crawford.
Cependant, la narratrice réunit souvent Fanny et Mary, comme pour aider le lecteur à choisir, lui aussi, le bon personnage, celui qui sera le « bon choix » pour une épouse de clergyman : elle souligne les méfaits d'une mauvaise éducation sur un « cœur excellent », et relève les défauts de Mary Crawford, dont Fanny reste toujours consciente, mais qu'Edmund, aveuglé par l'amour, ne voit bientôt plus. Intelligente mais superficielle et sensible uniquement aux apparences, elle n'a aucune vie intérieure, aucun goût pour la méditation ou la réflexion personnelle, aucune connaissance de soi. Aussi ne supporte-t-elle ni l'absence de distractions ni le calme : elle galope dès sa deuxième leçon d'équitation, elle dit que « se reposer la fatigue ». Elle se montre aussi égoïste et ambitieuse. De plus, sceptique et matérialiste, elle a une morale assez élastique : elle est « une sœur complaisante » à l'égard de son frère Henry, mais elle est « négligente en tant que femme et amie » (« complaisant as a sister, careless as a woman and a friend »). Invitée à justifier son opinion défavorable, concernant la profession ecclésiastique qu'Edmund s'apprête à embrasser, elle affirme avec légèreté que « quand une opinion est générale, elle est habituellement juste », sans chercher à en vérifier le bien-fondé. Tout le contraire de Fanny Price.
Dans plusieurs occasions, leur opposition de caractère est ainsi mise en évidence. La première fois, c'est dans le salon de Mansfield Park. Edmund est assis entre elles deux et la conversation porte sur la transformation de Sotherton : Fanny s'inquiète de la disparition programmée de la grande allée bordée de vieux arbres, Mary se préoccupe seulement du style de la demeure. Tandis que Fanny considère combien il serait agréable de voir le progrès des embellissements des jardins, Mary préférerait n'y venir qu'une fois tout terminé, sans qu'elle ait à s'en soucier. Ce thème de conversation est repris entre elles, à propos du bosquet du presbytère de Mansfield, où Fanny s'émerveille de ce qu'il est devenu en trois ans, alors que Mary ne pense qu'à elle, affirmant qu'elle ne voit rien d'extraordinaire dans ce bosquet sinon le fait qu'elle s'y trouve, et se réjouit du mariage de Maria qu'elle considère comme un « bienfait public », pour la vie sociale qu'il ne manquera pas de créer dans la région. Le passage le plus explicite cependant se situe lorsqu'elles vont à Sotherton, dans la calèche d'Henry, guettant toutes les deux Edmund qui suit à cheval, et que la narratrice explique :

« Fanny [...] fut bientôt dans des endroits qu'elle ne connaissait pas, et fut ravie d'observer tout ce qui était nouveau et d'admirer tout ce qui était joli. Les autres ne l'invitaient guère à se joindre à la conversation, et elle ne le souhaitait pas. Ses propres pensées et réflexions étaient habituellement ses meilleurs compagnons ; et, en observant l'aspect de la campagne [...] elle trouva une distraction que seule la présence d'Edmund, pour lui faire part de ce qu'elle ressentait, aurait pu accroître. C'était là le seul point de ressemblance entre elle et la dame assise à côté d'elle : en tout, à part l'estime qu'elles portaient à Edmund, Miss Crawford était très différente d'elle. Elle n'avait aucune des délicatesses de goût, d'esprit, de sentiment de Fanny ; elle voyait la nature, la nature inanimée, sans y prêter grande attention ; elle s'intéressait uniquement aux hommes et aux femmes, n'avait d'aptitude que pour la légèreté et l'entrain. »

## Traitement littéraire

### Premières approches
Pour donner vie et substance à ce personnage de papier, Jane Austen ne va pas utiliser les mêmes procédés que pour ses autres héroïnes, qui sont présentées au lecteur à l'aube d'un changement de leur vie d'adulte. Elle emploie ici certaines techniques du roman d'apprentissage : l'évolution d'un personnage jeune, qui doit apprendre la vie, jusqu'à sa maturité, dans le cadre particulier du passage d'un milieu plus ou moins humble à un niveau élevé de l'échelle sociale (From rags to riches). Elle commence par en faire l'objet anonyme d'une proposition de Mrs Norris, « pour soulager sa pauvre sœur de la charge et de la dépense d'un de ses [trop] nombreux enfants » : « Si on se chargeait de l'aînée des filles, âgée de neuf ans » ? Proposition immédiatement approuvée par Lady Bertram, mais longuement discutée par son mari qui tient à ce que les différences de position sociale restent visibles, et acceptée avec gratitude par Mrs Price qui fournit de sa fille une description écrite succincte : « une enfant bien disposée, avec un bon caractère, mais assez délicate et chétive, à laquelle le changement d'air ferait du bien ». Son prénom n'est donné qu'au début du chapitre 2, à son arrivée qui met fin aux supputations sur l'aspect et le comportement de « l'enfant ».
Quelques précisions descriptives et psychologiques sont fournies alors par la narratrice, qui insiste sur sa timidité, son isolement physique et la solitude morale dont souffre son « petit cœur », jusqu'à l'intervention d'Edmund, qui découvre qu'elle a « un cœur affectueux et le ferme désir de bien faire ». Jusqu'au départ de Sir Thomas, lorsqu'elle a 16 ans (chapitre III), elle apparaît comme un pion, la parente pauvre soumise aux fantaisies des autres, effacée et traitée en quantité négligeable, sauf par Edmund, et non comme un membre à part entière de la famille.

### Le discours de Fanny
Cependant, la personnalité de Fanny transparaît dans ses dialogues (essentiellement avec Edmund) et surtout dans les réflexions qui lui sont prêtées, et progressivement étoffées, au fur et à mesure que sa place dans la famille se consolide. En effet, la narration privilégie la vision de Fanny dont les réflexions, qui se confondent parfois avec les remarques de la narratrice, sont dévoilées au lecteur à travers le discours narrativisé, le discours indirect, souvent sous la forme plus souple du discours indirect libre.
Le lecteur découvre ainsi la jalousie qui se réveille en elle quand elle observe de loin Edmund donner à Mary sa deuxième leçon d'équitation et interprète les gestes et postures des personnages. La scène est entièrement décrite de son point de vue, accompagnée de ses réflexions naïves : certes, Edmund montrait là sa nature serviable, mais c'est Henry qui aurait dû se charger d'enseigner l'équitation à sa sœur ; et si on l'oubliait, elle, il n'était pas gentil d'oublier la pauvre jument. De la même façon, sa stupéfaction après avoir entendu Edmund se justifier de finalement jouer Anhalt est longuement développée : « Jouer ! Après toutes ses objections, si justes et si publiques, [...] après tout ce qu'elle lui avait entendu dire et ce qu'elle savait de ses sentiments. Était-ce possible ! Edmund si inconséquent ! N'était-il pas en train de s'aveugler lui-même ? N'avait-il pas tort ? ».
Un mélange entre discours narrativisé et discours indirect libre présente ses commentaires des lettres de Mary : « Les perspectives qu'avait son cousin devenaient de plus en plus sombres. La femme qui, alors qu'elle pouvait parler de lui, ne parlait que de son apparence ! Quel attachement méprisable ! Et s'appuyer sur les éloges qu'en faisait Mrs Frazer ! Elle qui le connaissait intimement depuis six mois ! Fanny en avait honte pour elle ».
Mais son monologue intérieur est pratiquement toujours en discours direct, dans un style haché et un ton passionné qui permettent de mieux rendre compte de ses sentiments profonds. Ainsi, quand elle reçoit à Portsmouth la lettre où Edmund lui affirme que Mary est « la seule femme au monde qu'il puisse jamais envisager d'épouser », elle la commente vigoureusement et avec une colère mêlée de chagrin : « Non, jamais plus, certainement, je ne souhaiterai recevoir à nouveau des lettres [...] Il est aveuglé et rien ne lui ouvrira les yeux, rien ne le pourra, alors qu'il a eu la vérité devant lui en vain pendant si longtemps. Il l'épousera et sera misérable et malheureux. Dieu fasse que son influence ne le mène pas à cesser d'être respectable ! [...] Oh ! écrivez, écrivez. Finissez-en sur le champ. Mettez-un terme à cette attente. ».

### Épisodes symboliques

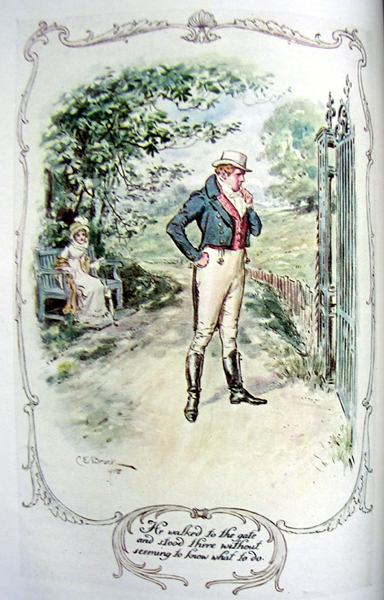
Mr Rushworth retrouve Fanny sagement assise sur son banc tandis que tous les autres se sont dispersés (C. E. Brock, 1908).

Des aspects de son comportement sont mis en évidence pour le lecteur à travers les nombreux passages symboliques dont le roman est truffé. Deux, en particulier, permettent de souligner comment la conscience morale de Fanny, d'abord simple témoin attentif mais passif à Sotherton, devient une autorité morale indépendante quand il s'agit de juger du danger de monter une pièce de théâtre.

#### Le parc de Sotherton
Fatiguée par la marche sur un chemin serpentant dans le parc, et peut-être aussi par la conversation entre Edmund et Mary (qui, choquée d'apprendre qu'Edmund va être ordonné, cherche à le détourner d'une profession qu'elle méprise), Fanny souhaite, lorsqu'ils arrivent à la limite du parc clôturé, se reposer sur un banc, où ils la laissent seule, Mary désirant poursuivre la promenade dans le petit bois « sauvage » (wilderness).
Fanny voit arriver Maria et ses deux galants, Rushworth et Crawford. Maria, qui, voulant se sentir « plus au large », renvoie Rushworth chercher la clé de la grille qui interdit de passer dans la partie vraiment sauvage, mais se fait aider par Henry Crawford pour franchir un saut-de-loup et passer avec lui de l'autre côté, faisant ironiquement remarquer à Fanny qui a vainement essayé de la décourager que les piques n'ont même pas déchiré sa robe. Longtemps après, elle voit arriver Julia, qui escalade aussi la clôture, puis Rushworth, enfin, qui revient ouvrir la grille qu'il franchit à son tour. Edmund et Mary, qui avaient promis de revenir rapidement, ont abandonné Fanny plus d'une heure et les autres reviennent mécontents et insatisfaits.
Les degrés de transgression correspondent à ceux auxquels les personnages sont moralement prêts. L'immobilité de Fanny symbolise sa fermeté morale, fermeté approuvée par la voix narratrice, puisqu'elle n'accompagne pas les déplacements des autres promeneurs, le point de vue restant celui de Fanny tout au long de l'épisode.

#### La pièce de théâtre
Fanny ressent avec acuité l'impropriété de monter la pièce d'Elizabeth Inchbald Serments d'amoureux (Lovers' Vows), certaine que Sir Thomas n'apprécierait pas et consciente que transformer Mansfield Park en théâtre a quelque chose de sacrilège. Edmund ressent cela aussi, mais ne pouvant compter ni sur sa mère ni sur sa tante, il n'a pas la capacité de s'opposer à Maria, et surtout à Tom, fort de son droit d'aînesse, « ne voulant pas exaspérer son frère en s'interposant ». Il se tait donc, ne défendant Fanny, résolue à ne pas participer, que contre l'injuste accusation d'« ingratitude » de Mrs Norris. Son sentiment naissant pour Mary Crawford émousse sa conscience morale. Il accepte même de se compromettre en prenant le rôle d'Anhalt pour éviter la venue d'une personne étrangère à la famille. Mais quand il quête l'approbation de Fanny, elle ne la lui donne pas et se contente d'admettre que cela fera plaisir à Mary, gardant pour elle ses réflexions amères devant la faillite morale de celui qu'elle aime. Il ne voit pas non plus ce que seule Fanny a remarqué : le flirt poussé entre Crawford et Maria, et la souffrance jalouse de Julia.

#### Croix d'ambre, chaîne et collier

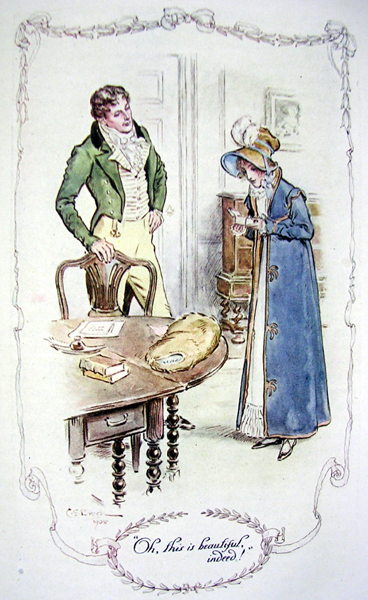
Edmund offre à Fanny une chaîne pour la croix d'ambre donnée par William (C. E. Brock, 1908).

L'épisode du collier et de la croix d'ambre quant à lui, montre la manière d'agir de Fanny pour résoudre un problème moral et des conflits de fidélité.
William, son frère marin tant aimé venu enfin à Mansfield Park après sept ans en mer, lui a rapporté une petite croix d'ambre, achetée en Sicile, mais sa maigre solde n'a pas permis l'achat d'une chaîne. Pour le bal donné en leur honneur à tous les deux, Fanny se voit offrir avec insistance un de ses colliers par Mary Crawford (qui n'est pas sans arrière-pensée, comme le remarque Janice Simpson, puisque c'est son frère Henry qui l'a choisi pour Fanny), et peu après une simple chaîne d'or par Edmund.
Ravi de la générosité de Mary, Edmund pousse Fanny à accepter le cadeau masqué d'Henry (comme il tentera ultérieurement de la persuader d'épouser ce même Henry), lui infligeant sans le vouloir un « coup de poignard » (a stab, la narratrice le répète deux fois), en lui révélant combien il tient déjà à Mary. Mais, comme ce collier ne passe pas dans l'anneau de la croix, Fanny peut se mettre autour du cou, « avec de délicieuses sensations », précise la narratrice omnisciente, la croix de son frère et la chaîne donnée par Edmund, ce qui lui donne le courage de porter aussi le collier offert par Mary. Ainsi, elle ouvre le bal qui la fait entrer officiellement dans le monde en portant sur son cœur les cadeaux des deux personnes qu'elle aime le plus, ce qui, dans une certaine mesure, préfigure la situation finale.
Mais la chaîne n'est pas le seul « cadeau » qu'Edmund laisse à Fanny. Elle est accompagnée d'un début de lettre : « Ma très chère Fanny, veuillez me faire la faveur d'accepter... », qu'elle recueille amoureusement comme un trésor, bien décidée toutefois à « combattre tout ce qu'il y a d'excessif » et d'égoïste à ses yeux dans ses sentiments pour Edmund, dans un effort héroïque de renoncement et d'humilité chrétienne : « Ce serait folie de penser à lui comme Miss Crawford avait le droit de le faire », se répétant qu'Edmund ne pouvait être, ne devait être, pour elle qu'un ami. Comme Elinor Dashwood, Fanny se montre déterminée à contrôler ses sentiments, en faisant appel à son sens du devoir et à la raison. La narratrice détaille cependant avec une ironie légère et amusée la haute valeur que confère à ces deux lignes la jeune fille amoureuse, qui a ainsi « mis de l'ordre dans ses pensées et apporté du réconfort à ses sentiments par cet heureux mélange de raison et de faiblesse » (« regulated her thoughts and comforted her feelings by this happy mixture of reason and weakness »).

## Interprétations et jugements
Dès la parution du roman, Fanny Price a déconcerté, et continue à le faire. On se demande toujours si Fanny est un avatar de Cendrillon ou une chiffe-molle, un esprit étroit ou une personnalité profonde, et pourquoi Jane Austen a éprouvé le besoin de créer en 1813 cette héroïne soumise et fragile, modèle d'humilité chrétienne, que sa réserve, sa façon de rester en retrait, presque invisible, rendent si différente de ses personnages précédents.

### Une héroïne mal comprise

#### Premières impressions
Parmi ceux dont l'écrivain a personnellement recueilli les impressions, les jugements sont partagés. Ainsi, dans sa famille, sa mère juge Fanny « insipide » et sa nièce Anna « ne peut supporter Fanny », alors que Cassandra et Fanny Knight l'adorent et que ses frères, Edward et Francis, l'aiment beaucoup. Dans l'entourage, il en est de même : alors que certains lecteurs trouvent les personnages de Mansfield Park moins intéressants que ceux des romans précédents, Martha Lloyd est enchantée par Fanny et Mrs Bramstone la trouve « tellement naturelle ». Mais il n'y a pas eu d'analyse critique à l'époque, ni dans le British Critic ni dans la Critical Review, et Walter Scott, dans son étude d'Emma, dans la Quaterly Review, en 1815, n'en parle pas non plus.
Il faut attendre l'époque victorienne et les réactions de Macaulay en 1843, et surtout d'Hiram Stanley en 1897 pour trouver une analyse du personnage de Fanny, considérée par ce dernier comme « si complètement, si délicieusement féminine dans ses sentiments, ses manières et son intelligence, et à tous égards, la très charmante révélation d'une féminité en train d'éclore », vision de la féminité tellement en accord avec l'image de la femme à son époque que, pour lui, il n'est pas étonnant qu'elle plaise à des esprits masculins, comme Macaulay, Guizot, Whately ou Coleridge, alors que la gent féminine trouve « qu'elle révèle trop de leurs secrets ». Il est l'un des premiers à penser que Jane Austen a mis beaucoup de sa « douce et véritable féminité » dans ce personnage, selon l'image d'elle véhiculée par A Memoir of Jane Austen, paru en 1869. En France, Léon Boucher, qui admire particulièrement Mansfield Park, considère en 1878 Fanny comme une « aimable cendrillon [qui] n’en est pas moins devenue peu à peu nécessaire à tout le monde », et les critiques littéraires Kate et Paul Rague affirment, en 1914, que « Fanny Price, Emma Woodhouse et Anne Elliot sont trois délicieuses créations que rien ne surpasse dans le roman moderne ».

#### Jugements et interprétations actuels
Mais, avec la montée du féminisme au XXe siècle, on s'est mis à dénigrer Fanny, la trouvant trop vertueuse, trop bien-pensante, trop timide, voire bégueule et hypocrite. Kingsley Amis, dans un essai titré What Became of Jane Austen ? (1968), va jusqu'à la considérer comme « un monstre de suffisance et d'orgueil ». Une lecture post-coloniale de Mansfield Park, comme celle de Moira Ferguson, interprète Fanny comme une sorte d'esclave dont la condition s'améliore, mais qui n'accède pas à l'émancipation. Ruth Vanita, qui enseignait la littérature anglaise à des étudiantes indiennes dans les années 1990, suppose qu'elles ne pouvaient pas aimer Fanny parce qu'elle paraît trop soumise, trop dévouée, trop proche de leur propre expérience de la vie.
Dans l'ensemble, la capacité de résistance de Fanny a été sous-estimée, voire ignorée, comme la « modernité » que représentent sa sensibilité romantique, son intérêt pour les marques du passé, pour la contemplation des étoiles, pour les poètes humanistes et opposés à l'esclavage, poussant les critiques et les Janeites à chercher des correspondances avec la personnalité même de Jane Austen, rappelant que celle-ci a affirmé écrire pour des lecteurs perspicaces, qui doivent aussi être assez cultivés pour ne pas s'arrêter à la surface des choses.
Nina Auerbach va jusqu'à voir en Fanny un personnage qui n'est pas fait pour être aimé, un monstre fascinant, vivant comme une ombre silencieuse et critique dans un monde imparfait et malléable, une sans-famille qui, à l'instar de la créature créée par Mary Shelley aspire à trouver l'âme sœur. On souligne aussi aujourd'hui que Fanny, contrairement aux autres personnages qui suivent les règles et les diktats en usage dans la société, manifeste une volonté individuelle, une liberté intérieure, qui la fait résister à l'abus du pouvoir masculin et à l'indifférence, voire la carence féminine, et qu'on peut considérer sa réserve distinguée (ladylike) comme un masque : sous le voile d'un comportement conservateur triomphe une attitude radicale.

### Un féminisme larvé?

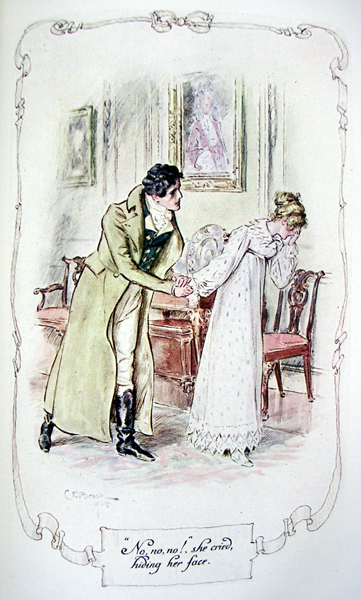
Fanny, qui l'a vu flirter avec ses cousines, ne peut croire qu'Henry Crawford soit sincèrement épris d'elle.

Jane Austen a aussi affirmé, dans une lettre à sa nièce préférée Fanny Knight : « pictures of perfection make me sick and wicked. » (« Les images de la perfection m'écœurent et me rendent méchante. »). La narratrice extradiégétique, tout en montrant ouvertement son affection pour sa Fanny, ne se prive pas, d'ailleurs, d'ironiser légèrement sur cet ange de perfection : elle souligne avec une certaine insistance sa timidité maladive, son caractère anxieux et craintif, son manque d'assurance, ses peurs qui la mènent à la limite de l'évanouissement, les larmes faciles, la voix vacillante, mourante, hésitante (faltering voice, shrinking accent, self-denying tone). Elle en fait une petite souris furtive qui, lorsqu'elle ose prendre la parole, tremble et rougit de son audace, ne rit pratiquement jamais, sourit à peine, et prend les événements de façon trop dramatique.
Mais elle en fait aussi une jeune personne qui lit, réfléchit, médite, se pose des questions, toutes activités jugées essentielles seulement pour les hommes à l'époque et que ne pratiquent d'ailleurs pas ses cousines, et qui n'émet des jugements qu'après mûre réflexion. Le vers du poème de William Cowper Tirocinium; or, a Review of Schools, évoquant la nostalgie du pensionnaire loin de chez lui : « With what intense desire he wants his home », que Fanny cite lorsqu'elle est à Portsmouth, elle se l'applique à elle-même, se répétant « combien vivement elle avait envie de son chez-soi ». Si Tirocinium s'en prend aux écoles qui préparent mal les garçons à devenir des adultes intègres et de bonnes mœurs (To cultivate and keep the MORALS clean), et recommande une éducation à la maison par « un père en même temps ami et tuteur », Mansfield Park élargit la réflexion de Cowper aux filles, qui ont, autant que les garçons, estime Jane Austen, le besoin d'exercer et de cultiver leur esprit.
Fanny porte le nom d'un personnage de George Crabbe, ce clergyman poète dont Jane Austen admirait les écrits et qu'elle se serait bien vue épouser. On peut supposer qu'elle n'a pas donné ce nom à son héroïne par plaisanterie, mais qu'elle tenait à la mettre sous le patronage de l'auteur de The Parish Register (1807). Le narrateur fictif de ce poème, un curé de campagne, relate sans pathos, sans attendrissement inutile, les événements qui jalonnent la vie de ses humbles paroissiens : naissances, mariages, morts, dans des sortes de « confessions à mi-voix [qui] atteignent au pathétique par la révélation directe de tant d'humbles misères ».
Malgré son sens du devoir à l'égard de son oncle, Fanny choisit de « parler vrai », en affirmant qu'une femme a le droit de ne pas automatiquement tomber amoureuse d'un homme qui dit l'aimer, et qu'elle se sent incapable de se marier avec un homme qu'elle « ne peut pas aimer assez pour l'épouser ». Défiant ainsi le pouvoir patriarcal de Sir Thomas, elle refuse de faire semblant d'éprouver des sentiments alors que ce sont des considérations matérielles et financières qui rendent son mariage souhaitable. Avec sérieux et détermination elle affirme que les femmes ont le droit de choisir leur compagnon. Même si elle reconnaît un certain nombre de qualités à Henry Crawford (« Il est plus sûr de lui qu'Edmund, a plus de jugement que Thomas, plus de talent et de goût que Mr Yates »), elle ne peut se résoudre à faire confiance à cet homme trop désireux de séduire et qu'elle considère avant tout comme un excellent acteur.
Le mariage de Fanny et d'Edmund, fondé sur des souvenirs et des plaisirs partagés, des goûts communs, une confiance réciproque, un respect mutuel, une affection durable, est présenté en revanche comme un modèle idéal de vie conjugale. L'affection profonde de Fanny pour Edmund évolue en même temps que grandit son estime et sa gratitude, deux sentiments que Jane Austen considère comme le fondement d'un amour durable et Edmund découvre que « sa chaude et fraternelle affection à son égard pourrait être un fondement suffisant pour un bonheur conjugal » (« her warm and sisterly regard for him would be foundation enough for wedded love »). Aussi la narratrice n'éprouve-t-elle nul besoin de présenter le temps des fiançailles, comme dans Orgueil et Préjugés, ou les premiers temps de la vie conjugale de ses personnages, comme dans Raison et Sentiments, tant elle les a déjà accordés l'un à l'autre : « With so much true merit and true love, and no want of fortune and friends, the happiness of the married cousins must appear as secure as earthly happiness can be. » (« Avec tant de vrai mérite et d'amour vrai, ne manquant ni de fortune ni d'amis, les deux cousins trouvèrent dans le mariage un bonheur qui paraît certainement aussi assuré que peut l'être un bonheur terrestre »).

## Postérité du personnage
Deux interprétations de Fanny Price sont accessibles : celle de Frances O'Connor, dans Mansfield Park, film féministe de Patricia Rozema, sorti en 1999 sur les écrans et celle de Billie Piper dans Mansfield Park, téléfilm de 94 min diffusé en 2007 sur ITV. Les deux œuvres sont scénarisées par des femmes, mais, quoique toutes deux aient jugé indispensable de moderniser Fanny et d'en faire une héroïne active, vive et attirante, les orientations sont différentes.

### Mansfield Park1999 et leGirl Power
La Fanny de Patricia Rozema s'inscrit dans le mouvement féministe du Girl Power, revendiqué à l'époque par les Spice Girls, et domine tout le film, puisque c'est elle, en voix off, qui lit des passages de son journal intime et, éventuellement, s'adresse directement à la caméra (au spectateur, donc). C'est une jeune fille intrépide et spirituelle, voire cynique, à la forte personnalité, qui se met à l'écart non pour lire et réfléchir mais pour écrire. Elle tient son journal (inspiré par les lettres de Jane Austen, et les Juvenilia) pour échapper à sa situation confinée, d'abord à Portsmouth puis à Mansfield Park, où elle écrit aussi une Histoire de l'Angleterre. Elle acquiert une conscience politique en découvrant le comportement de son oncle envers ses esclaves d'Antigua et devient un juge de la société qui l'entoure. 

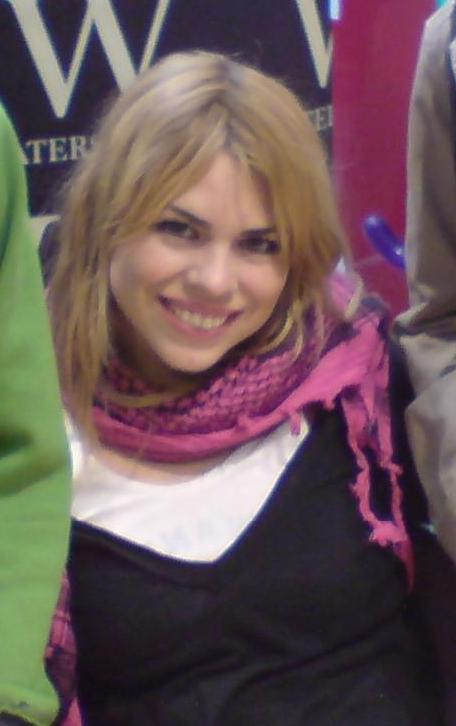
Billie Piper, accorte Fanny Price en 2007.

À Portsmouth, elle est assez découragée pour accepter dans un premier temps Henry Crawford, qui n'est pas cynique, même si elle le considère comme un « débauché » et un « acteur », et semble réellement amoureux. Elle est aussi vive et spirituelle que la troublante et ambiguë Mary Crawford qui lui apprend à utiliser sa féminité pour reconquérir Edmund. Elle montre sa volonté de s'affranchir du pouvoir masculin et s'impose peu à peu comme une femme indépendante, qui quitte finalement Mansfield Park avec Edmund, sans regrets, alors que la demeure tombe en ruine et que ses habitants se figent dans une immobilité mortifère.

### Mansfield Park2007
Le téléfilm relève du women's film, film qui cible un public essentiellement féminin : l'intrigue sentimentale entre Edmund et Fanny prend le pas sur la question sociale et devient le moteur du récit. Billie Piper est une Fanny vive et plutôt bien en chair, qui descend les escaliers quatre à quatre, joue au badminton, pousse son cheval au galop et fait même de timides avances à Edmund. Elle est une fille « nature », une « femme-enfant » en contraste avec Maria Bertram et Mary Crawford, très sophistiquées toutes les deux.
Modernisée dans son allure, son comportement et son apparence, avec ses cheveux au vent, ses éclats de rire et des réactions de gamine, c'est toutefois une fille sérieuse et de haute moralité, comme dans le roman, mais elle n'est ni timide, ni persuadée de sa propre insignifiance. Au contraire, elle donne son avis, répond même avec un peu d'insolence aux remarques acerbes de sa tante Norris. Elle justifie ses réticences à jouer non pour des raisons morales (difficilement compréhensibles pour un public actuel) mais parce qu'elle ne s'en sent pas capable. De même, elle refuse Crawford seulement parce qu'elle ne croit pas qu'il l'aime sérieusement et qu'elle « l'a déjà vu faire tout ça », et parce qu'elle aime Edmund. Si elle se montre imperturbable et obstinée, c'est parce qu'elle sait qu'elle prend les bonnes décisions, mais cela ne semble pas lui demander autant d'efforts et de courage que dans l'œuvre originale.